# Nikolaos Plastiras

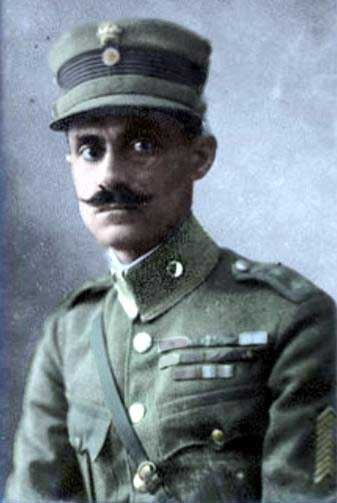
Nikolaos Plastiras, Grieks generaal en politicus.

Nikolaos Plastiras (Grieks: Νικόλαος Πλαστήρας) (Karditsa, 4 november 1883 - Athene, 26 juni 1953) was een vooraanstaand Grieks militair, generaal, politicus en eerste minister.

## Militaire loopbaan

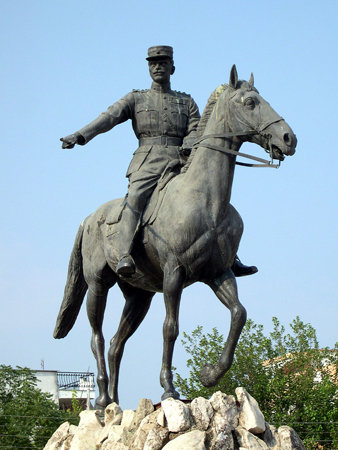
Standbeeld van Nikolaos Plastiras in zijn geboortestad.

### Balkanoorlog en Eerste Wereldoorlog
Nadat Plastiras afstudeerde van school, begon hij in 1904 een militaire loopbaan als vrijwilliger in het vijfde infanterieregiment. Tussen 1904 en 1908 nam hij deel aan veldslagen met Bulgarije en het Ottomaanse Rijk in het bezette Macedonië. In 1910 studeerde Plastiras af van de onderofficiersschool en nam vervolgens deel aan de Balkanoorlog van 1912-1913. Tijdens deze oorlog viel hij op wegens zijn dapperheid en kreeg hij al gauw de bijnaam de zwarte ruiter.
Tijdens de Eerste Wereldoorlog steunde hij als majoor het Megali Idea van toenmalig eerste minister Eleftherios Venizelos. Gedurende de strijd aan het Salonikifront en na de Veldslag van Skra-di-Legen van 16 mei 1918 kon hij in het leger promoveren tot onderluitenant. 

### Grieks-Turkse Oorlog en revolutie van 1922
Na de Eerste Wereldoorlog was hij in 1919 als kolonel commandeur van het 42ste Evzoneregiment in Oekraïne, om daar uiteindelijk tevergeefs tegen het Rode Leger te vechten. In de daaropvolgende Grieks-Turkse Oorlog leidden de Griekse troepen enkele pijnlijke nederlagen, die door de Grieken ook wel de Klein-Aziatische catastrofe genoemd wordt en die door de Turken ook wel de Turkse Onafhankelijkheidsoorlog genoemd wordt. Niettemin zorgde een militaire strategie onder leiding van Plastiras ervoor dat onder andere duizenden Anatolische Grieken gered konden worden. Hierdoor werd hij zeer populair bij de Grieken. De Turken daarentegen gaven hem de bijnaam de zwarte peper en het Evzoneregiment kreeg als bijnaam het leger van Satan.
Na de vele nederlagen keerden Plastiras en de troepen die nog overbleven terug naar Athene, waar hij samen met enkele andere officieren een revolutie aanvoerde. Door de ondersteuning van leger en marine en de steun van het volk en oud-eerste minister Venizelos slaagde hij erin om heel Griekenland onder controle te krijgen. Hierdoor moest koning Constantijn I opstappen en werd zijn zoon George II als opvolger aangeduid. Vervolgens werd het leger gereorganiseerd en volgde de omstreden berechting van vroegere eerste ministers Dimitrios Gounaris, Petros Protopapadakis en enkele hoge officieren wegens hoogverraad in verband met de Griekse nederlagen tijdens de Grieks-Turkse oorlog.
Kort nadien keerde oud-eerste minister Eleftherios Venizelos terug uit ballingschap en leidde die de Griekse delegatie bij het Verdrag van Lausanne. Wegens de internationale spanningen, economische problemen et cetera zag Plastiras zich gedwongen om politieke maatregelen te nemen. Nadat een royalistische putsch mislukte, dwong hij koning George II eind 1923 om in ballingschap te gaan en stelde vervolgens op 19 december 1923 Pavlos Koundouriotis aan als voorlopig regent. Kountouriotis zou later president van Griekenland worden.
Na de Griekse Parlementsverkiezingen van december 1923 zette Plastiras op 2 januari 1924 zijn militaire loopbaan stop en trok zich terug uit het publieke leven.

### Griekse republiek en Tweede Wereldoorlog
Tijdens de Griekse republiek werd Griekenland politiek instabiel en geplaagd door vele regeringscrisissen en conflicten tussen Venizelos en koningsgezinden. Bovendien kende Griekenland in deze periode ook een grote economische crisis. Tijdens de dictatuur van Theodoros Pangalos werd Plastiras vervolgd.
In maart 1933 probeerde hij nog een putsch uit te voeren nadat de royalisten de parlementsverkiezingen hadden gewonnen, maar dat mislukte. Nadat zelfs Venizelos protesteerde tegen Plastiras' putsch, vertrok hij naar het buitenland. Na de mislukte revolutie van 1935 door aanhangers van Venizelos, werd hij bij verstek ter dood veroordeeld.
Niettemin werd hij door de Grieken vereerd als een oorlogsheld en een trouwe republikein. Na de inval van de Duitse Wehrmacht in 1941, steunde Plastiras vanuit zijn ballingschapsplaats in Frankrijk de Nationaal Republikeinse Griekse Liga.

## Politieke loopbaan

### Eerste mandaat van premier
Na de bevrijding leidde Plastiras van 3 januari 1945 tot 9 april 1945 een regering. Tijdens deze drie maanden moest hij vaak bemiddelen tussen de royalisten. Door zijn republikeinse sympathieën wantrouwde de Britse Controlemacht hem echter en moest hij ontslag nemen.

### Tweede mandaat van premier
Na de Griekse Burgeroorlog richtte Plastiras in 1949 de Nationale Progressieve Centrumunie (EPEK) op. Vervolgens vormde hij op 15 april 1950 een coalitieregering met de Liberale Partij van Sophoklis Venizelos en de Democratisch-Sociale Partij van Giorgos Papandreou. Nadat een van de coalitiepartners verder vertrouwen in de regering opzegde, diende hij het ontslag van de regering in en werd Plastiras op 21 augustus 1950 opgevolgd door Sophoklis Venizelos.

### Derde mandaat van premier
Nadat EPEK de parlementsverkiezingen van augustus 1951 won, vormde hij op 1 september 1951 een regering met de Liberale Partij die oplossingen zou zoeken om de grote problemen van Griekenland te doen verdwijnen. In oktober 1952 verloor Plastiras de verkiezingen en trad op 11 oktober 1952 af als premier.
Hij verliet teleurgesteld de politiek en stierf één jaar later in Athene. Zijn dood zorgde voor een diepe rouw in Griekenland.
- Bibliothèque nationale de France: cb16058594h (data)
- Gemeinsame Normdatei: 119152649
- International Standard Name Identifier: 0000 0001 1809 8550
- Library of Congress Control Number: n82037656
- National Archives and Records Administration: 81214146
- Nationale bibliotheek van Australië: 36095673
- Nederlandse Thesaurus van Auteursnamen: 073927929
- SNAC: w63r40xz
- Système universitaire de documentation: 191795372
- Trove: 1211566
- Virtual International Authority File: 39793051
- WorldCat: E39PBJh4rTGwbmQF3bbR78BwYP